# API-unit
De API-unit voor gammastraling is een maat voor de natuurlijke radioactiviteit van een gesteente of mineraal. De technische standaards hiervoor zijn opgesteld door het American Petroleum Institute. Er wordt hierbij echter niet uitsluitend gammastraling die door de radioactieve mineralen wordt uitgezonden gemeten, maar de meting kan ook andere deeltjes omvatten.

## Olie-industrie
Binnen de olie-industrie wordt de API-unit van gesteente gebruikt om het type gesteente grofweg te bepalen. Door middel van gevoelige metingen in het boorgat (logging) wordt informatie verkregen over de natuurlijke radioactiviteit. Schalie bevat vaak zwak-radioactieve mineralen, naast kleimineralen zijn dat voornamelijk biotiet of andere mica's. Ook zandsteen kan radioactieve sporenelementen bevatten, meestal in zogenaamde "vuile zandstenen" (met veel niet-siliciklastisch materiaal). Het kaliumzout sylviet veroorzaakt relatief hoge waardes en is daarmee een indicator tegenover het niet-radioactieve haliet.

## Waardes
- Nauwelijks meetbaar - waarde tussen 0 en 100 API
- Mild - waarde tussen 100 en 10.000 API
- Zwak - waarde tussen 10.000 en 100.000 API
- Sterk - waarde tussen 100.000 en 1.000.000 API
- Zeer sterk - waarde tussen 1.000.000 en 1.000.000.000 API
- Gevaarlijk - waarde boven 1.000.000.000 API